# Нова Неспуша
Нова Неспуша (пол. Nowa Niespusza) — село в Польщі, у гміні Хонсно Ловицького повіту Лодзинського воєводства.
Населення — 110 осіб (2011).
У 1975-1998 роках село належало до Скерневицького воєводства.

## Демографія
Демографічна структура станом на 31 березня 2011 року:
|          | Загалом | Допрацездатний вік | Працездатний вік | Постпрацездатний вік |
| -------- | ------- | ------------------ | ---------------- | -------------------- |
| Чоловіки | 56      | 11                 | 39               | 6                    |
| Жінки    | 54      | 12                 | 31               | 11                   |
| Разом    | 110     | 23                 | 70               | 17                   |